# Волчиха (приток Барнаулки)
Волчиха (Кривулина) — река в России, протекает по Шипуновскому району Алтайского края. Устье реки находится в 173 км по правому берегу реки Барнаулка. Длина реки составляет 11 км.

## Данные водного реестра
По данным государственного водного реестра России относится к Верхнеобскому бассейновому округу, водохозяйственный участок реки — Обь от города Барнаул до Новосибирского гидроузла, без реки Чумыш, речной подбассейн реки — бассейны притоков (Верхней) Оби до впадения Томи. Речной бассейн реки — (Верхняя) Обь до впадения Иртыша.